# Miličevića špilja
Miličevića špilja nalazi se na južnim padinama Mosora iznad zaseoka Amižići (Žrnovnica). Do iste je moguće doći planinarskom stazom koja iz smjera Kučina vodi prema Lugarnici. Potrebno je proći 160m planinarske staze koja počinje na vatrogasnom putu prema Lolićima kako bi se pristupilo špilji.
Špilja je 1935. godine otkrila špiljarska sekcija HPD Mosora koja je 1927. godine osnovana na poticaj prof. Umberta Giromette kao Sekcija za istraživanje krških pojava.
Ulaz u špilju je nizak i uzak, ali je unutrašnjost bogata stalaktitima i stalagmitima, pa tako naizgled mala i neugledna krška špilja prezentira velike dvorane s mnogobrojnim špiljskim ukrasima.

## Galerija
- Pogled u špilju s ulaza
- Unutrašnjost špilje
- Unutrašnjost špilje

## Vanjske poveznice
|  | Zajednički poslužitelj ima još gradiva o temi Miličevića špilja |